# 奇亞拉區 (安達韋拉斯省)
13°52′19″S 73°40′12″W / 13.87194°S 73.67000°W
奇亞拉區（西班牙語：Distrito de Chiara），是秘魯的一個區，位於該國南部阿普里馬克大區的安達韋拉斯省，始建於1935年4月5日，面積148.9平方公里，海拔高度3,270米，2005年人口1,623，人口密度每平方公里11人。